# Batschenhof
Batschenhof ist ein Weiler der Gemeinde Eschach im Ostalbkreis in Baden-Württemberg.

## Beschreibung
Der Weiler steht etwa 1,5 Kilometer nördlich des Hauptortes von Eschach auf der Hangkante der Frickenhofer Höhe zur Talmulde des Öchsenbachs, eines Kocher-Zuflusses. Nur etwa hundert Meter nördlich und unter der Kante am Hang steht das Hirnbuschhöfle.

## Geschichte
Der ursprüngliche Einzelhof wurde im 18. Jahrhundert angelegt. Heute hat der Ort vier Hauptgebäude mit einigen Nebengebäuden.